# Теогност Александријски
Теогност Александријски (грч. Θεογνωστος Αλεξανδρειας; III век) био је теолог и писац. Теогност је био Оригенов ученик.

## Биографија
Теогност Александријски је био вођа александријске теолошке школе у другој половини 3. века, после Дионисија Александријског; Филип Сидски пише да је Теогност Александријски био на челу школе и после Пијерија . Подаци о Дионисију налазе се у Кодексу 104 патријарха Фотија, у његовој књизи „Библиотека“. Фотије извештава да је прочитао Дионисијево дело „Скице” (старогрчки „Υποτυπωσεις”), ово је догматско дело у седам књига. Његов стил је дубок, озбиљан и без сувишности, дело је написано лепим језиком. 
Књига „Скице“ је прво богословско дело у коме је систематизована хришћанска догма. Свака књига дела посвећена је засебним теолошким питањима: 1. Бог Отац, 2. Син Божији, 3. Дух Свети, 4. Анђели и демони. 5. и 6. Оваплоћење Сина Божијег, 7. Стварање света. 
Теогност је радикално погрешио у основним теолошким догматским питањима; по њему је Исус Христос, као и код Арија, створен; Дух Свети није Бог, и његов однос са Оцем и Сином је другачији него у хришћанској догми; анђели и демони имају суптилна тела. Дионисијево дело „Скице” није сачувано. Упркос грешкама Теогноста, Атанасије Велики о њему говори с поштовањем. У „Посланици да је Никејски сабор, увидевши превару Јевсејевских присталица, на пристојан начин и побожно изнео своју дефиницију против аријанске јереси“, Атанасије пише: „Теогност, учен човек“, а затим Атанасије цитира другу књигу Теогностових Скица, доказујући аријанцима, да се суштина Сина рађа из суштине Оца, а не од неносиоца: „Суштина Сина није нешто стечено споља и није уведен из непостојећег, него се рађа из Очеве суштине, као сјај светлости, као водена пара из воде. Јер сјај и пара нису само сунце и сама вода, али им нису ни страни. Али од изливања Очеве суштине, суштина Оца није претрпела поделе. Као што се сунце, остајући исто, не умањује зрацима које излива, тако се и суштина Оца није променила, имајући лик Сина.“; у четвртој посланици Серапиону Тмуитском, Атанасије пише: „Древни људи, учени и марљиви Ориген, као и дивни и достојни поштовања Теогност“ . У истој поруци Атанасије цитира одређена места из списа светог Теогноста. Неки одломци из списа Теогноста, преузети из Атанасијевих књига, смештени су у 10. том Грчке патрологије.
Збирка моноашких поука Добротољубље садржи есеј „Преосвећени отац наш Теогност о делатном и контемплативном животу и о свештенству“, чији се аутор сматра Теогност Александријски.